# Heinz Wilhelm

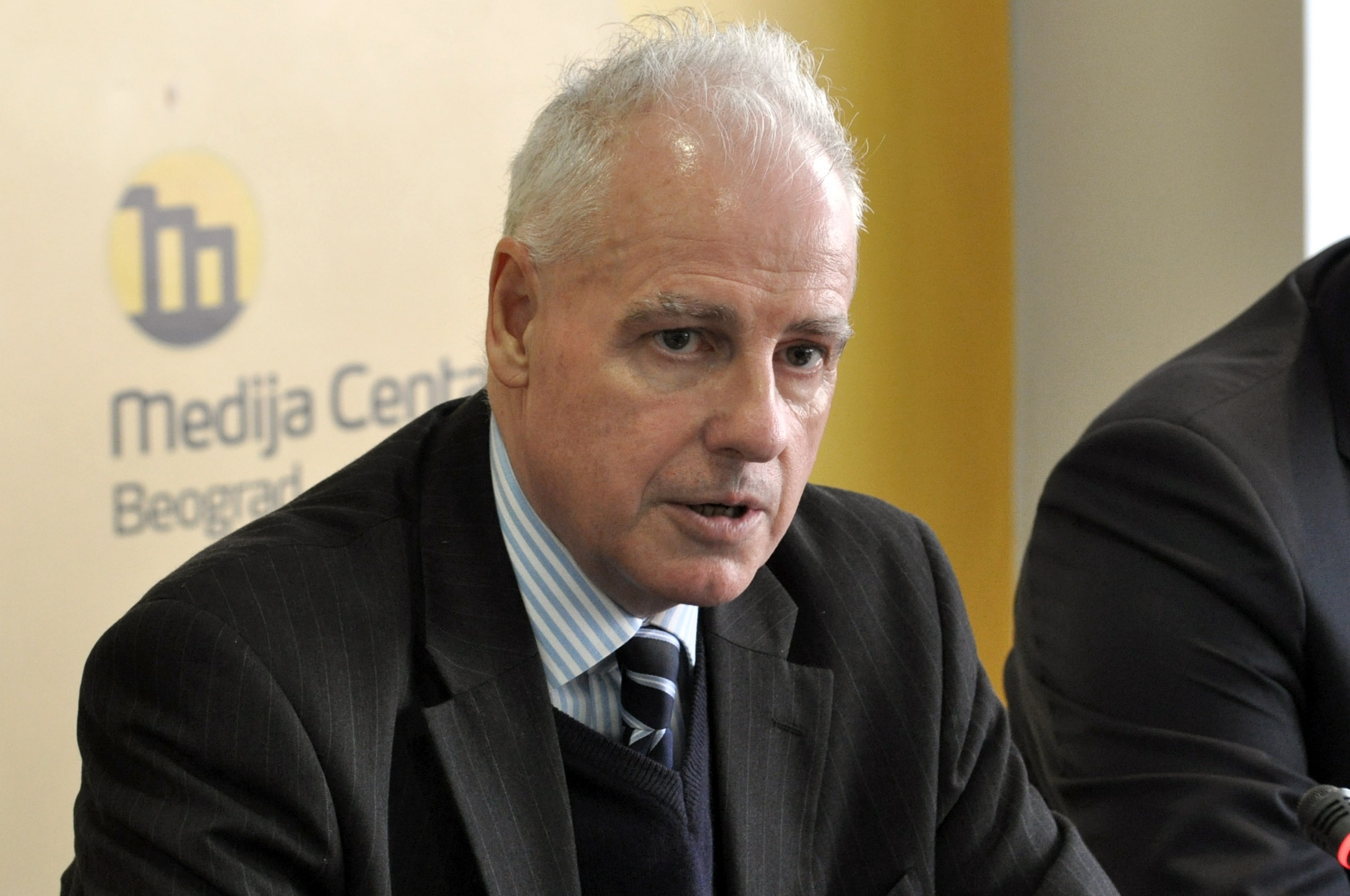
Heinz Wilhelm, 2013

Heinz Wilhelm (* 4. Juli 1950 in München) ist ein deutscher Diplomat, der zuletzt von 2012 bis 2015 Botschafter in Serbien war.

## Leben
Im Anschluss an sein Abitur studierte Heinz Wilhelm von 1970 bis 1977 Rechtswissenschaft in München und Lausanne. Die Zweite Juristische Staatsprüfung legte er 1980 ab, danach war er Akademischer Rat an der Ludwig-Maximilians-Universität München.
Nach einem Vorbereitungsdienst für den höheren Auswärtigen Dienst von 1982 bis 1984 führte ihn sein erster Auslandseinsatz an die deutsche Botschaft in Saudi-Arabien, an der er von 1984 bis 1986 tätig war. Sein nächster Einsatz führte ihn von 1987 bis 1990 in die Ständige Vertretung Deutschlands bei den Vereinten Nationen. Nach drei Jahren im Auswärtigen Amt war er von 1993 bis 1996 Ständiger Vertreter in der Botschaft im Senegal. Von 2001 bis 2004 war Heinz Wilhelm in der Wirtschaftsabteilung der Botschaft in London tätig, von 2004 bis 2006 Leiter der Außenstelle der deutschen Botschaft in Nigeria in Lagos. Von 2006 bis 2009 wurde er in die Politische Abteilung der Botschaft in Paris berufen, danach war er bis 2012 Referatsleiter in der Rechtsabteilung des Auswärtigen Amtes.
Im Sommer 2012 wurde er als Nachfolger von Wolfram Maas, der wiederum Botschafter in Belarus wurde, Botschafter der Bundesrepublik Deutschland in Serbien und bekleidete diesen Botschafterposten bis zu seinem Eintritt in den Ruhestand 2015. Sein Nachfolger wurde daraufhin im Juli 2015 Axel Dittmann.

## Politische Positionen
2014 nahm Wilhelm neben etwa tausend weiteren Demonstranten an der kontroversen Pride Parade in Belgrad teil, um für die Rechte Homosexueller zu demonstrieren.